# Dogtown
Dogtown, également connue sous les noms Dogtown Commons, Dogtown Common ou Dogtown Village, est une ville fantôme de l'État du Massachusetts, aux États-Unis. La zone occupée par l'ancienne ville est aujourd'hui partagée entre les municipalités de Gloucester et de Rockport. Dogtown n'est pas spécialement adaptée à l'agriculture, en raison de sa terre pauvre et son sol rocheux. Néanmoins, à partir de 1693, son territoire a été peuplé parce que sa situation plus à l'intérieur des terres constituait une protection contre les attaques de pirates et d'amérindiens. L'un des autres avantages du lieu est le fait qu'il se trouve sur la route entre Sandy Bay et Gloucester. Sa population a été, de 1750 à l'aube du XIXe siècle, d'environ une centaine de familles.
Après la construction de nouvelles routes sur les côtes, et après la fin de la guerre de 1812 et ses risques de bombardements côtiers, de nombreux habitants ont quitté la ville. Les maisons abandonnées, occupées pendant plusieurs décennies par des vagabonds et itinérants, ont contribué à donner à la zone une mauvaise réputation.

## Origine du nom
Le nom « Dogtown» » était souvent appliqué par les mineurs aux camps où les conditions de vie étaient misérables. Il a été dérivé d'un terme populaire de mineur pour les camps faits de huttes. Un cimetière et les ruines des habitations de fortune qui faisaient autrefois partie des « fouilles » ici sont tout ce qui reste de cette ville accidentée, mais historiquement importante ; faisant le nom « Dogtown Diggings ».
Il a également été dit que la ville tirait son nom du nombre de chiens qui s'y trouvaient réellement. Selon l'histoire transmise, une femme était venue dans la ville avec ses trois chiens qui ont commencé à se reproduire. Puis, comme elle a constaté que les mineurs se sentaient seuls sans leurs familles, elle leur a vendu les chiots pour des pincées d'or. Cela a ensuite conduit à la naissance d'encore plus de chiots et à la population de la ville, d'où le nom de Dog Town.

## Sources
- (en) Cet article est partiellement ou en totalité issu de l’article de Wikipédia en anglais intitulé « Dogtown, Massachusetts » (voir la liste des auteurs).